# Elaphoglossum cadetii
Elaphoglossum cadetii är en träjonväxtart som beskrevs av David H. Lorence. Elaphoglossum cadetii ingår i släktet Elaphoglossum och familjen Dryopteridaceae. Inga underarter finns listade.